# جوسيف شتاينر
جوسيف شتاينر (بالألمانية: Josef Steiner)‏ هو عداء مسافات طويلة نمساوي، ولد في 24 سبتمبر 1950 في إنسبروك في النمسا.

## وصلات خارجية
- جوسيف شتاينر على موقع رابطة إحصائيات سباق الطريق (الإنجليزية)
- جوسيف شتاينر على موقع اللجنة الأولمبية الدولية (الإنجليزية)
- جوسيف شتاينر على موقع أوليمبيديا (الإنجليزية)